# Fronteira Cazaquistão–Quirguistão
A fronteira entre o Cazaquistão e o Quirguistão é uma linha de 1051 km de extensão que separa o norte do Quirguistão do território do sudeste do Cazaquistão. No oeste forma a tríplice fronteira Quirguistão-Cazaquistão-Uzbequistão. Segue para leste até outra tríplice fronteira, com a República Popular da China. No leste passa nas proximidades do pico Pobedy  (Jengish Chokusu) e do lago Issyk-Kul, no Quirguistão, e passa no pico Khan Tengri. Cerca de 100 km desta fronteira são definidos pelo rio Chu.
Essa fronteira fica na conhecida antiga Rota da Seda e junto à mesma ficam as cidades:
- no Cazaquistão - Shimkent, Taraz, Almaty
- no Quirguistão - Talas, Bisqueque (capital), Tokmak, Przhevalsk

Separa, de oeste para leste, as províncias: 
- Quirguises - Talas, Chuy, Issyk-Kul
- Casaques - Cazaquistão do Sul, Jambyl, Almaty.,

Ambas as nações, tal como o Uzbequistão, Tajiquistão e o Turcomenistão, fizeram parte da parte Ásia central do Império Russo desde o século XIX. Essas regiões russas tiveram seus curtos períodos de independência com o fim da Primeira Grande Guerra em 1918. Foram, porém, incorporadas à União soviética na década de 1920, tendo obtido suas independências definitivas entre 1991 e 1993, quando foram definidas as fronteiras internacionais.